# Félicie d’Ayzac

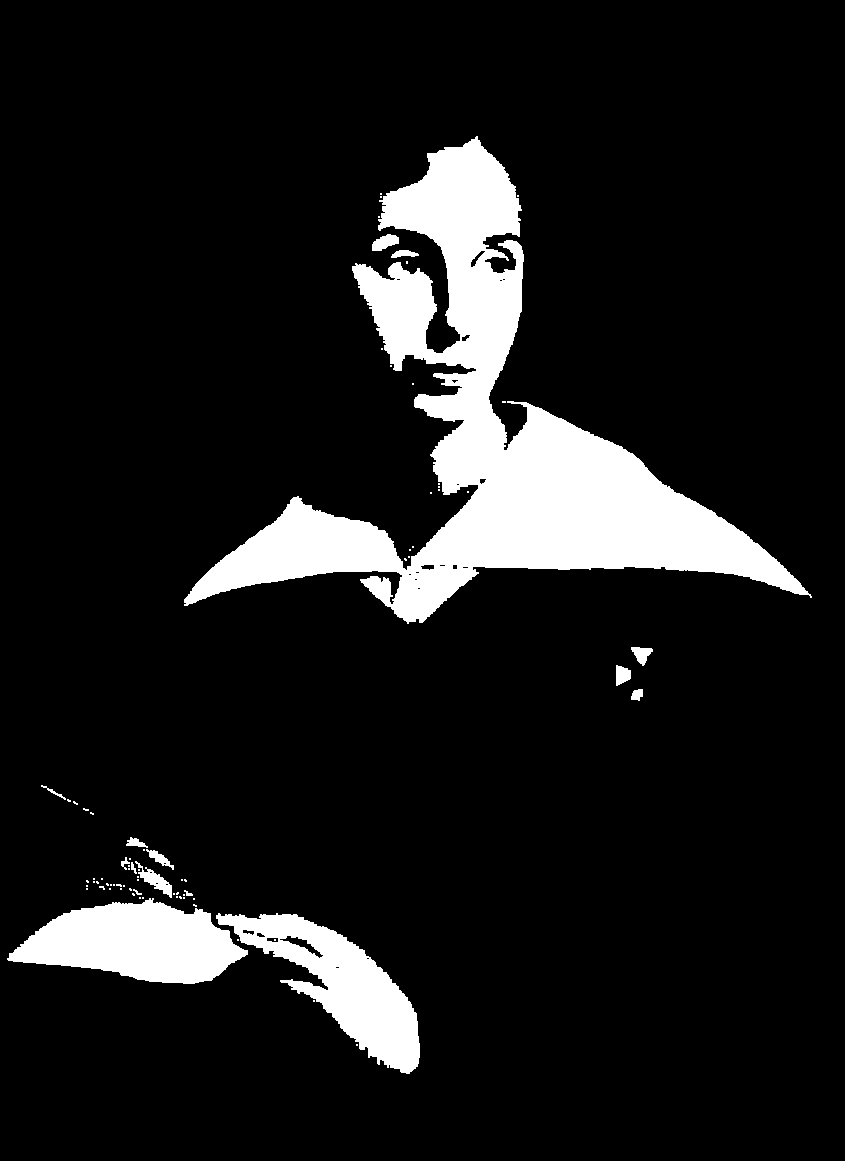
Félicie d’Ayzac, Aufnahme in der Revue de l’Agenais, 1912

Félicie Marie Émilie d’Ayzac (* 25. oder 27. Februar 1801 in Paris; † 26. Februar 1881 im Château de Castelnoubel in Bon-Encontre, Département Lot-et-Garonne) war eine französische Lehrerin, Kunsthistorikerin und Dichterin.

## Leben
Félicie d’Ayzac wurde als Tochter des anfangs in Montpellier praktizierenden Rechtsanwalts Claude Louis d’Ayzac und seiner aus einer Kaufmannsfamilie der Stadt stammenden Frau Anne Lafoux zufällig in Paris geboren. Es geschah während eines Zwischenstopps, den die Eltern auf dem Weg von der bisherigen Wirkungsstätte des Vaters in Kortrijk, damals Département Lys, nach der neuen in Aix-en-Provence einlegten, wo der Vater jeweils als Gerichtspräsident arbeitete. Die Familie d’Ayzac soll auf ein Lehen und Schloss Ayzac zurückgehen und von einem Hélion d’Ayzac abstammen, der mit Pons de Balazuc im Gefolge von Raimund von Saint-Gilles am Ersten Kreuzzug teilgenommen haben soll. D’Ayzac hatte einen älteren Bruder, Frédéric Hélion Louis Joseph (1799–1841).
Félicie d’Ayzac trat im Alter von sechzehn Jahren als dame professeur in die Maisons d’éducation de la Légion d’honneur in Saint-Denis ein, eine von Napoleon gegründetes Gymnasium für die Ausbildung von Mädchen, deren Vater, Großvater oder Urgroßvater mit dem Orden der Ehrenlegion ausgezeichnet worden war. Sie unterrichtete dort 35 Jahre lang, während sie sich gleichzeitig der Literatur und historischen Studien widmete. Ab 1823 nahm sie an den Wettbewerben der Académie des Jeux floraux teil, wo sie mehrere Preise gewann. 1833 veröffentlichte sie die Sammlung Soupirs poétiques („poetische Seufzer“), deren zweite Auflage 1842 von der Académie française ausgezeichnet wurde. Im Jahr 1858 verlieh ihr die Académie des Jeux floraux den Titel Maître ès jeux.
Parallel dazu sie untersuchte sie kunsthistorisch Bildhauerei und veröffentlichte historische Abhandlungen. Die Académie des inscriptions et belles-lettres verlieh 1849 eine ehrenvolle Erwähnung für ihre Monografie über die Statuen der Kathedrale von Chartres und 1861 einen Preis für ihr Hauptwerk, eine Geschichte der Abtei von Saint-Denis. In der Folge veröffentlichte sie für Kunst- und Archäologiezeitschriften mehrere Studien zur zoologie mystique über biblische Embleme und architektonische Symbolik, unter anderem über den Drachen, das Wiesel, den Auerochsen, den Elefanten und die vier Tiere der Offenbarung des Johannes (Offb 4,6-8 ).
Nachdem d’Ayzac dame dignitaire honoraire ihrer Schule geworden war, zog sie sich in die Gegend von Agen zurück, in das Château de Castelnoubel in Bon-Encontre, zu ihrer Freundin, der Gräfin Hélène des Echerolles, deren Familie den Ort besaß. Bis ins hohe Alter hielt sie dort weiterhin ihren Salon ab und verfasste Gedichte, die von christlicher Melancholie geprägt waren.
Félicie d’Ayzac verstarb um ihren 80. Geburtstag 1881 in Bon-Encontre.

## Veröffentlichungen (Auswahl)
Kunsthistorische Arbeiten
- Les Statues du porche nord de la cathédrale de Chartres, ou explication de la présence des statues de la Beauté, de la Volupté, de l’Honneur, sur les basiliques chrétiennes (1849)
- Histoire de l’abbaye de Saint-Denis en France (2 Bände, 1860–1861)
- Saint-Denis, sa basilique et son monastère (1867)

Dichtung
- Odes d’Horace. Traduction française avec des notes explicatives (1822)
- Soupirs poétiques (1833)
- Au temps passé (1867)